# Bully For Bugs
Bully For Bugs (с англ. — «Бычок для Багза», «Задира для Багза», «Браво, Багз!») — американский короткометражный комедийный мультфильм из культового сериала «Looney Tunes». Режиссёр — классик анимации Чак Джонс. В 1979-м году среди прочих мультфильмов Джонса вошёл в мультфильм-альманах «Кролик Багз или Дорожный Бегун».

## Сюжет
По пути в Коачелью на «большой морковный фестиваль», кролик Багз по ошибке попадает на арену, прямо в самый разгар корриды, в которой участвует бык по имени Торо и очень напуганный матадор. Багз досадливо замечает, что ему следовало повернуть налево у Альбукерке (это фраза позже приобрела огромную популярность). Он пытается спросить дорогу у матадора, но тот удирает с арены, оставляя кролика один на один с быком. Несмотря на это, Багз всё ещё старается сообразить, как ему попасть на тот фестиваль, но Торо фыркает ему на хвост, что очень злит кролика, и чёрный бык получает затрещину. Тот приходит в такую ярость, что разбегается и рогами вышвыривает Багза за пределы ринга, тем самым заставляя его выдать свою коронную фразочку "Конечно, ты понимаешь, что это означает «война» ".
Торо победоносно принимает аплодисменты зрителей, однако торжество его длилось недолго, ведь кролик вновь появляется на ринге, на этот раз в облачении настоящего матадора. Увидев красный плащ, бык, не раздумывая, бросается, но тут же ударяется головой о спрятанную за плащом наковальню. Пока Торо находится в шоке от удара, Багз заставляет быка следовать за плащом под мелодию «Кукарачи» прямо к кирпичной стене, где рога Торо застревают, а хитрый кролик гнёт их, как гвозди, и, считая, что расквитался с быком, начинает потешаться над ним. В это время уже пришедший в себя Торо вырубает Багза ударом по голове и подтачивает свои рога. Спустя какое-то время Багз прерывает его, прицепив к его рогам эластичную ленту, и, будто бы из рогатки, запускает ему в лицо огромный валун. Разозлившись, бык забрасывает его в сарай, откуда Багз вскоре возвращается в зелёном сомбреро и под мелодию «Las Chiapanecas». Несмотря на все попытки Торо ударить или забодать Багза, кролик остаётся цел и невредим, к тому же, ему удаётся дать быку пару пощёчин и пожать ему нос, после чего спрятаться под сомбреро.
Торо вновь пытается наточить свои рога, но Багз устраивает ему западню, спрятав под плащом двуствольное ружьё и каким-то образом, ружьё оказывается в хвосте у быка, и всякий раз, когда Торо бьёт хвостом о землю, его рог «выстреливает». Бык вскоре осознаёт, как ему повезло, и начинает гоняться по рингу за Багзом. Вскоре, решив «зарядиться», он проглатывает кучу слоновых пуль со взрывающимися головками и во время очередной попытки выстрелить сам взрывается.
Багз вновь дразнит Торо, всячески обзывая его, чем, естественно, злит быка. Тот с огромной скорости несётся на кролика. Багз составляет завещание, молится, но в итоге спасается, открыв ворота ринга, словно дверь гаража, и бык, не успев вовремя остановиться, оказывается уже далеко, но с разъярённым мычанием бежит обратно, не подозревая, что Багз учинил ему очередную ловушку а-ля машина Голдберга, и, в конечном итоге, Торо в состоянии полнейшего шока взрезается в загородку, а победоносный Багз показывает зрителям плащ с надписью «Конец».

## Производство
В своей автобиографии «Chuck Amuck» Джонс рассказывает, что продюсер Эдди Сетзер ворвался в его кабинет и без всякой на то причины объявил, что бои быков не смешны, и что мультфильмов о них делать не будут. По мнению Джонса, Сетзер имел свойство ошибаться во всём (например, он не хотел, чтобы Джонс делал мультфильмы про Пепе Ле Пью, также называя их не смешными, а потом за один из мультфильмов с участием Ле Пью создатели получили Оскар). А потому единственным возможным вариантом действий после этого заявления было именно создание «Bully for Bugs». Звуки толпы и быка записаны с настоящей корриды из Барселоны, Испания. А шутка с гигантской рогаткой позаимствован из мультфильма Джонса «Rabbit Punch», сделанного за 5 лет до выхода этого мультфильма.